# أيلنط أملجياني
أيلنط أملجياني (الاسم العلمي:Ailanthus phyllanthoides) هو نوع نباتي يتبع جنس الأيلنط من فصيلة السيماروبية.